# Paraconchoecia diacanthus
Paraconchoecia diacanthus is een mosselkreeftjessoort uit de familie van de Halocyprididae. De wetenschappelijke naam van de soort is voor het eerst geldig gepubliceerd in 1994 door Cheng & Lin.